# Bismarckhütter Ballspiel Club
Bismarckhütter Ballspiel-Club (BBC) – drużyna piłkarska społeczności niemieckiej Wielkich Hajduków (dzisiejszy Chorzów) powstała w 1908 roku, połączona z Ruchem Wielkie Hajduki w 1923 roku, reaktywowana w 1939 roku, istniała do 1945 roku.

## Historia
Klub był jednym z najstarszych na Górnym Śląsku. Piłkarze nosili czarne koszulki z biało-czerwonymi pasami. W 1914 rozpoczęto budowę boiska zwanego „na Kalinie”. Prace przerwała wojna i dokończono je dopiero w 1918 roku (było ogrodzone). W latach 1918–1922 szeregi klubu zasiliło wielu uzdolnionych piłkarsko hajduczan, którzy później (po fuzji) z powodzeniem występowali w Ruchu Wielkie Hajduki.

## Fuzja z Ruchem Wielkie Hajduki
7 stycznia 1923 roku sfinalizowana została fuzja między BBC a Ruchem Wielkie Hajduki, w wyniku której „Niebiescy” (po zmianie nazwy na Ruch BBC Wielkie Hajduki), weszli w posiadanie obiektu piłkarskiego potocznie zwanego „na Kalinie” lub „Hasiok”, który służył Ruchowi, aż do powstania stadionu na ul. Cichej 6 w 1935 r.

## Działalność podczasII wojny światowej
Klub został reaktywowany przez władze niemieckie po likwidacji Ruchu Chorzów 2 września 1939 – dekretem o likwidacji polskich organizacji na Górnym Śląsku. Jednak wkrótce (12 listopada 1939 roku) zmieniono nazwę na Bismarckhütter Sport Vereinigung 1899 e.V nawiązując do tradycji klubu Turnverein Jahn 1899. Pod taką nazwą klub rozegrał swój pierwszy „wojenny” mecz 19 listopada 1939 r. z Turn- und Sportverein Lipine (1:2). Awans do górnośląskiej gauligi (GL Oberschlesien) wywalczono w 1941 r. i w następnym sezonie 1941/42 wywalczyła 2. miejsce tuż za Germanią Königshütte. W sezonie 1942/1943 ex-Niebieskim przyszło wywalczyć 4. miejsce. Rok później również nie udało się przerwać dominacji „Zielonych Koniczynek” (Germanii/AKS-u). 20 stycznia 1945 Chorzowianie mieli podejmować Turn- und Sportverein Lipine (Naprzód Lipiny), jednak spotkanie prawdopodobnie już się nie odbyło. Klub znów przestał istnieć wraz z końcem II wojny światowej na Górnym Śląsku.

## Zawodnicy
- Franciszek Bartoszek – wychowanek[3]
- Józef Sobota – w klubie do 1922 roku, następnie w Ruchu Wielkie Hajduki[4]
- Gerard Cieślik – w reaktywowanym klubie od 1939 do 1945 roku[5]
- Teodor Peterek – grał pod przymusem w reaktywowanym klubie[6] w latach 1939–1941[7]
- Eryk Tatuś – w reaktywowanym klubie do 1941 roku[8]
- Ernest Wilimowski – grał w klubie od jesieni 1939 roku[9]
- Gerard Wodarz – grał w reaktywowanym klubie przed 1942 rokiem[10]